# راندهاوس
راندهاوس (به انگلیسی: Roundhouse)یک محل اجرای موسیقی و کنسرت در لندن است. این مکان در سال ۱۸۴۶ به عنوان یک بازسازگاه لوکوموتیو (یا آمادگاه) ساخته شد، اما تنها حدود یک دهه برای این کار مورد استفاده قرار گرفت. پس از آن برای چندین سال از آن به عنوان یک انبار استفاده کردند و تا پیش از جنگ دوم جهانی، دیگر از آن استفاده نشد. اما ۲۵ سال بعد؛ به عنوان محل اجرای هنرهای نمایشی آغاز به کار کرد.
هنرمندانی همچون هاوک ویند، دورز، اد شیرن، اپث و موتورهد در این مکان به اجرا پرداختند و ضبط‌هایی را انجام دادند.